# 마리 스벤손
마리 스벤손(스웨덴어: Marie Svensson, 1967년 ~ )은 스웨덴의 탁구 선수다. 1995년 중국 텐진 세계선수권대회에서 혼합복식 동메달을 획득하였다.